# Hans Kiener (Kunsthistoriker)
Hans Kiener (* 7. Mai 1891 in Eichstätt; † 25. November 1964) war ein deutscher Kunsthistoriker.

## Leben und Beruf
Kiener war der Sohn des Kunstlehrers Joseph Kiener (1856–1918). Er studierte Kunstgeschichte an der Universität München, wo er 1921 bei Heinrich Wölfflin promoviert wurde. 
Nachdem er zunächst ein Referendariat bei der Bayerischen Staatsbibliothek durchlief, wurde er zum 1. Januar 1924 als Lehrer für Kunstgeschichte an der Staatsschule für Angewandte Kunst in München tätig, seit 1933 als Studienrat. 1937 scheiterte seine Habilitation an der Universität München, trotzdem erhielt er am 20. April 1939 (aus Anlass des 50. Geburtstages von Adolf Hitler) den Titel Professor verliehen.
1931 war er Mitglied der Bayerischen Volkspartei, trat dann aber zum 1. Februar 1932 in die NSDAP ein (Mitgliedsnummer 916.121). 1933 wurde er förderndes Mitglied der SS. Im Oktober 1945 wurde er als Professor dienstenthoben. Bei der Entnazifizierung nach dem Krieg wurde er zunächst in die Gruppe der Belasteten eingestuft, nach seinem Widerspruch 1948 in die Gruppe der Mitläufer.

## Veröffentlichungen (Auswahl)
- Leo von Klenze, Architekt Ludwig I. 1784–1864. Dissertation München 1921.
- Italienische Kunst vom 15. bis 18. Jahrhundert. Band 1: Die Kunst der Frührenaissance in Mittel-Italien. Hirt, Breslau 1925.
- München. Allgemeine Vereinigung für christliche Kunst, München 1928.
- Die römische Baukunst. Allgemeine Vereinigung für christliche Kunst, München 1933.
- Die Baukunst der deutsche Renaissance. Allgemeine Vereinigung Die Kunst dem Volke, München 1934.
- Die Baukunst des deutschen Klassizismus. Allgemeine Vereinigung Die Kunst dem Volke, München 1935.
- Neue deutsche Baukunst. Allgemeine Vereinigung Die Kunst dem Volke, München 1936.
- Kunstbetrachtungen. Ausgewählte Aufsätze. Neuer Filser-Verlag, München 1937.